# 佐賀県立有田工業高等学校
佐賀県立有田工業高等学校（さがけんりつ ありたこうぎょうこうとうがっこう）は、佐賀県西松浦郡有田町桑古場乙に所在する公立の工業高等学校。窯業が盛んな土地柄にちなんでセラミック科が設置されている。略称は有工。

## 概要・歴史
1881年（明治14年）日本初の陶磁器産業技術者養成機関として設立された「勉脩学舎」（べんしゅうがくしゃ）を源流とする。創立年を「佐賀県立工業学校有田分校」が設置された1900年（明治33年）としており、1903年（明治36年）に独立、2010年（平成22年）に創立110周年を迎えた。

## 沿革

### 前史
- 1881年（明治14年）- 「勉脩学舎」が設立される。

### 旧制・工業学校時代
- 1900年（明治33年）4月 - 「佐賀県立工業学校 有田分校」が有田町白川に創立（創立年）。
- 1902年（明治35年）5月 - 有田町泉山に移転。
- 1903年（明治36年）4月 - 「佐賀県立有田工業学校」として独立。5学科（図案、陶画、模型、製品、陶業）を設置。
- 1925年（大正14年）- 創立25周年を記念して校歌を制定。
- 1943年（昭和18年）4月 - 工業化学科を新設、図案絵画科を廃止。

### 新制・工業高等学校
- 1948年（昭和23年）4月1日 - 学制改革により「佐賀県立有田工業高等学校」（現校名）と改称、図案科を新設（窯業科、工業化学科、図案科）。
- 1952年（昭和27年）4月 - 電気科を新設。
- 1956年（昭和31年）4月 - 有田町中部桑古場（現在地）に移転。
- 1963年（昭和38年）4月1日 - 機械科を新設、図案科をデザイン科と改称。
- 1964年（昭和39年）4月1日 - 定時制夜間課程（窯業科、デザイン科）を併置。
- 1973年（昭和48年）5月 - 創立70周年を記念して有工会館が完成。
- 1987年（昭和62年）
  - 3月 - 機械科実習棟が完成。
  - 7月 - 普通・特別教室棟とデザイン科実習棟が完成。
- 1988年（昭和63年）2月 - 管理棟と窯業科実習棟が完成。
- 1989年（平成元年）
  - 2月 - 工業化学科実習棟と電気科実習棟が完成。
  - 3月 - 普通・特別教室棟が完成。
- 1990年（平成2年）
  - 3月 - 総合体育館が完成。グラウンド整備を完了。
  - 5月 - 校舎改築・総合落成式を挙行。勉修学舎碑を建立。
- 1991年（平成3年）5月 -  初代校長納富介次郎白磁像・校訓碑を建立。
- 1994年（平成6年）4月1日 - 窯業科をセラミック科と改称。
- 2000年（平成12年）12月 - 創立100周年記念式典を挙行。
- 2012年（平成24年）2月 - エレベーターを設置。
- 2013年（平成25年）- 第95回全国高等学校野球選手権大会の佐賀県大会決勝で、早稲田佐賀に勝って春夏通じて初めての甲子園出場を決めた。
- 2015年（平成27年）- 男子バスケットボール部、高校総体佐賀県大会で初優勝。創部56年目にして初めてインターハイ出場を決める[1]。
- 2019年（令和元年）9月13日 - 普通・特別教室棟2階、総合体育館2階に渡り廊下を設置。
- 2022年（令和4年）- 60年ぶりに出場した前年の秋季九州大会でベスト4に進出したことが評価され、第94回選抜高等学校野球大会に初出場[2]。

## 設置課程・学科
- 全日制課程：4学科
  - セラミック科
  - デザイン科
  - 電気科
  - 機械科

- 定時制課程（夜間）：2学科
  - セラミック科
  - デザイン科

- 聴講生制度
  - 陶磁器コース
  - デザインコース

## 校訓
「勉脩 - 愛し・創り・光れ」

## 校章
「工」の文字を図案化したものを背景にして、有田をローマ字表記にした場合の頭文字「A」を中央に置いている。

## 校歌
工業学校時代の1925年（大正14年）に創立25周年を記念して制定。作詞は高田保馬、作曲は山本寿作による。歌詞は4番まであり、校名（有田工業）は歌詞中に登場しない。

## 姉妹校
- 石川県立工業高等学校（石川県金沢市）- 創立者（納富介次郎）を同じくすることから2000年（平成12年）に締結。
- 富山県立高岡工芸高等学校（富山県高岡市）- 同上
- 香川県立高松工芸高等学校（香川県高松市）- 同上
- 韓国陶芸高校 - 2005年（平成17年）締結。

## 部活動（全日制課程）

### 運動部
- 柔道部　※休部中
- 剣道部
- 男子バレーボール部
- 女子バレーボール部
- ソフトテニス部
- 卓球部
- サッカー部
- 硬式野球部
  - 2013年（平成25年）- 第95回全国高等学校野球選手権大会へ佐賀県代表として初出場。
  - 2022年（令和4年）- 第94回選抜高等学校野球大会に初出場。第104回全国高等学校野球選手権大会に佐賀県代表として9年ぶり2度目の出場。
  - 2024年（令和6年）- 第106回全国高等学校野球選手権大会に佐賀県代表として2年ぶり3度目の出場。
- バスケットボール部
  - 2015年（平成27年）高校総体県大会初優勝。 創部56年目にしてインターハイ全国大会へ佐賀県代表として初出場、続くウィンターカップ（東京体育館）へも初出場を果たす[1]。
- ウェイトリフティング部
- 陸上部/駅伝部

### 文化部
- 吹奏楽部
- 美術部
- ロボット研究部
- 科学部
- 新聞部
- 放送部
- 窯業研究部
- 写真部
- 茶道部
- 漫画研究部
- インターアクト部
- 文芸部
- 自動車研究部

## 著名な出身者
- 青木龍山（日本芸術院、陶芸家）
- 熊谷光峰（陶芸家）
- 白竜（俳優、ミュージシャン）
- 吉岡徳仁（デザイナー）
- 古川侑利（プロ野球選手）[3]
- 中里無庵（重要無形文化財、陶芸家）
- 今泉今右衛門（13代、重要無形文化財、陶芸家）
- 酒井田柿右衛門（13代、重要無形文化財、陶芸家）
- 森正洋（陶磁器デザイナー）

## 交通アクセス（最寄り駅）
- JR九州・佐世保線「有田駅」
- 松浦鉄道・西九州線「有田駅」

## 周辺
- 佐賀県立有田窯業大学校